# 真部千晶
真部千晶（まなべ ちあき）は、日本の脚本家。日本脚本家連盟スクール63期。

## ドラマ作品
- 心療内科医・涼子 （1997年、ytv）第4話
- ドラマ30「いばらの償い」（2000年、mbs）
- 火曜サスペンス劇場「臨床心理士1」（2000年、NTV）企画協力・脚本協力
  - 「臨床心理士2」（2000年、NTV）企画協力
  - 「臨床心理士6」（2002年、NTV）原作
  - 「臨床心理士7」（2002年、NTV）原作
- はみだし刑事情熱系 PART5（2000年、EX）第5話
  - はみだし刑事情熱系 PART8最終章（2004年、EX）
- 土曜ワイド劇場「ぽっかや (温泉医) 事件カルテ2」（2002年、ABC）
  - 「ぽっかや (温泉医) 事件カルテ3」（2003年、ABC）
- 土曜ワイド劇場「みちのく紅花街道殺人事件！」（2003年、EX）脚本協力
- 火曜サスペンス劇場「新・女検事 霞夕子25」（2004年、NTV）
- 刑事部屋〜六本木おかしな捜査班〜（2005年、EX）
- 相棒 season4（2005年、EX）第15話
  - 相棒 season12（2014年、EX）第14話
- 木曜ミステリー「女刑事みずき〜京都洛西署物語〜」 2nd SEASON（2007年、EX）メイン
- 「科捜研の女」 第8シリーズ（2008年、EX）第3話
  - 「科捜研の女」 第9シリーズ（2009年、EX）第2話
  - 「科捜研の女」 第10シリーズ（2010年、EX）第2話、第8話
  - 「科捜研の女」 第11シリーズ（2011～12年、EX）第12話
  - 「科捜研の女」 第12シリーズ（2013年、EX）第8話
  - 「科捜研の女」 第13シリーズ（2013～14年、EX）第12話
  - 「科捜研の女」 第14シリーズ（2014年、EX）第3話
  - 「科捜研の女」 第15シリーズ（2015年、EX）第4話
  - 「科捜研の女」 春スペシャル（2016年、EX）
  - 「科捜研の女」 第16シリーズ（2016-2017年、EX）第5話、第11話、最終話
  - 「科捜研の女」 第17シリーズ（2017-2018年、EX）第2話、第11話
  - 「科捜研の女」 第18シリーズ（2018年、EX）第4話
  - 「科捜研の女」 第19シリーズ（2019-2020年、EX）第10話、第21話、第29話
  - 「科捜研の女」 第20シリーズ（2020年、EX）第4話
  - 「科捜研の女」 第21シリーズ（2021-2021年、EX）第4話、第7話
  - 「科捜研の女 2022」第22シリーズ（2022年、EX）第4話、第8話
  - 「科捜研の女」第23シリーズ（2023年、EX）第2話、第7話
- その男、副署長〜京都河原町署事件ファイル〜 Season2（2008年、EX）
  - 「その男、副署長」 Season3（2009年、EX）
- おみやさん 第6シリーズ（2009年、EX）第12話
- 金曜ナイトドラマ「メイド刑事」（2009年、EX）　メイン
- 新・警視庁捜査一課9係 season2（2010年、EX）
  - 新・警視庁捜査一課9係 season3（2011年、EX）
  - 警視庁捜査一課9係 season7（2012年、EX）
  - 警視庁捜査一課9係 season8（2013年、EX）
  - 警視庁捜査一課9係 season9（2014年、EX）
  - 警視庁捜査一課9係 season10（2015年、EX）
  - 警視庁捜査一課9係 season11（2016年、EX）
  - 警視庁捜査一課9係 season12（2017年、EX）
- 土曜ワイド劇場「人類学者・岬久美子の殺人鑑定1」（2010年、EX）
  - 「人類学者・岬久美子の殺人鑑定2」（2011年、EX）
  - 「人類学者・岬久美子の殺人鑑定3」（2013年、EX）
  - 「人類学者・岬久美子の殺人鑑定4」（2013年、EX）
  - 「人類学者・岬久美子の殺人鑑定5」（2014年、EX）
  - 「人類学者・岬久美子の殺人鑑定6」（2016年、EX）
- 「ホンボシ〜心理特捜事件簿〜」（2011年、EX）第2話
- 「元泥助川六郎のご町内防犯パトロール」（2011年、CX）金曜エンタテイメント枠で2005年製作
- Answer〜警視庁検証捜査官（2012年、EX）
- 捜査地図の女（2012年、EX）
- 出入禁止の女～事件記者クロガネ～（2015年、EX）
- 最強のふたり〜京都府警 特別捜査班〜（2015年、EX）
- 執事 西園寺の名推理（2018年、テレビ東京）
- D&D〜医者と刑事の捜査線〜（2024年、テレビ東京）第4話、第5話

## アニメ作品
- マリア様がみてる（2004年、TX）
  - マリア様がみてる 4thシーズン（2009年、TX）